# Класифікації малих планет
У цій статті показані групи і класи різних малих тіл Сонячної системи, які об'єднані в них на підставі орбітальних (ступінь віддаленості від Сонця, взаєморозташування з планетами) і фізичних параметрів. Групи ці, як правило, отримують назву в честь свого першого відкритого або найбільшого представника (яким, найчастіше, є одне і те ж тіло) або ж, виходячи з місця розташування орбіт представників групи.

## Вулканоїди
Вулканоїди — це група гіпотетичних астероїдів, які можуть мати орбіту в динамічно стабільній зоні між 0,08 і 0,21 а. о., тобто рухатися в безпосередній близькості від Сонця всередині орбіти Меркурія. Через їх близькість до Сонця спостереження і виявлення астероїдів цього класу пов'язане з серйозними труднощами: оскільки Вулканоїди ніколи не віддаляються від Сонця на значну кутову відстань, то вони просто губляться в його променях, що робить їх виявлення з поверхні Землі практично неможливим. Саме цією обставиною можна пояснити той факт, що поки не вдалося виявити жодного подібного астероїда. Оскільки жодного Вулканоїда виявити ще не вдалося, цю групу астероїдів на цей момент не виділяють як частину офіційної класифікації малих планет.

## Навколоземні астероїди
Навколоземні астероїди — це астероїди, чиї орбіти проходять поблизу орбіти Землі або перетинають її. Основним класифікованих параметром у навколоземних астероїдів є відстань від Сонця в перигелії (q), яке у таких астероїдів менше 1,3 а. о. Загалом виділено чотири групи навколоземних астероїдів залежно від розташування орбіт по відношенню до земної орбіти: Атіри, Атони, Аполлони і Амури. Відповідно до сформованої традиції, всі групи навколоземних астероїдів були названі на честь свого першого відкритого представника, за винятком Амурів, першим відкритим представником яких є астероїд (433) Ерос. Слід також зазначити, що за класифікацією центру малих планет астероїди групи Атіри розглядаються як підгрупа астероїдів групи Атона з афеліями всередині орбіти Землі. Найбільш відомим астероїдом цього класу є астероїд (99942) Апофіс.
Серед навколоземних астероїдів окремо виділяють астероїди, які зближуються із Землею на відстань менше 0,05 а. о. Вважається, що такі астероїди потенційно небезпечні, оскільки несуть загрозу зіткнення з нашою планетою.
- Квазисупутник — відособлена група малих планет, що не відноситься безпосередньо до навколоземних астероїдів, але за типом орбіт дуже схожа з чотирма вищезгаданими групами. Залежно від їх відстані до Сонця в перигелії вони відносяться або до атонів, або до аполлонів. Значення великих півосей їх орбіт збігаються зі значенням великої півосі планети (не обов'язково Землі), тобто перебувають з нею в орбітальному резонансі 1: 1, що забезпечує рівність періодів обертання планети і супутників і дозволяє їм залишатися поблизу один одного протягом багатьох орбітальних циклів[6]. При цьому їх орбіти можуть мати як дуже високі ексцентриситети[7], так і досить низькі, які можна порівняти з ексцентриситетом Землі[8].

## Астероїди, що перетинають орбіту Марса
Астероїди, що перетинають орбіту Марса — це не численний клас астероїдів, орбіти яких лежать в проміжній області, розташованій між навколоземними астероїдами і головним поясом (їх перигелій більше 1,3 а. о., але менше афелію Марса 1,3 < q < 1,66 а. о., а велика піввісь a < 3,2 а. о.). Ці астероїди перетинають орбіту Марса і мають високу ймовірність потрапити в зону дії його гравітації, що може, або створити загрозу зіткнення астероїда з поверхнею Марса, як це було з 2007 WD5, або перехід астероїда найбільш витягнуту орбіту. Обидва варіанти є значний інтерес для астрономів. Але другий варіант, крім усього іншого, в кінцевому підсумку також може привести до переходу астероїда на навколоземну орбіту, що наочно ілюструє проміжну стадію одного з можливих шляхів міграції малих тіл з головного поясу в навколоземну область. Одним з найбільш відомих астероїдів цього класу є астероїд (9969) Брайль.

## Головний пояс астероїдів
Головний пояс астероїдів — це область простору Сонячної системи, розташовується між орбітами Марса і Юпітера і є місцем скупчення здебільшого відомих на цей момент астероїдів.
- Люки Кірквуда — це область в поясі астероїдів, в яких практично відсутні астероїди через резонансні дії Юпітера. Таких щілин, тобто — резонансів, існує досить багато, але найбільш великими є резонанси 3:1 і 5:2, саме вони і є умовними границями, що розділяють пояс астероїдів на три частини, які дещо відрізняються між собою за складом і структурою:
- Внутрішня — між резонансами 4:1 і 3:1 (між 2,06 і 2,5 а. о.), нахил не більше 18°. Найбільший представник — астероїд (4) Веста.
- Середня — між резонансами 3:1 і 5:2 (між 2,5 і 2,82 а. о.), нахил не більше 33 °. Найбільший представник — карликова планета Церера.
- Зовнішня — між резонансами 5:2 і 2:1 (між 2,82 і 3,27 а. о.), нахил не більше 30°, ексцентриситет не більше 0,35. Найбільший представник — астероїд (10) Гігея.

- Сімейства астероїдів — це групи астероїдів, що мають приблизно схожі елементи орбіт, такі як велика піввісь, нахил орбіти й ексцентриситет.
- Спектральні класи астероїдів — це сукупність груп астероїдів, кожна з яких характеризується особливими параметрами спектра, кольору й альбедо, а отже — і хімічного складу поверхні. Найбільшого поширення набули два варіанти цієї класифікації: Толена і SMASS.
- Комети головного поясу — це особливий клас об'єктів, що входять до складу головного поясу астероїдів нарівні з іншими астероїдами і рухаються по майже кругових орбітах[10]. Але на відміну від астероїдів, на певних ділянках орбіти (найбільш близьких до Сонця), вони здатні виявляти кометну активність за рахунок льоду і замерзлих газів, що збереглися неглибоко під поверхнею цих тіл[11].

## Троянські астероїди
Троянські астероїди — це групи астероїдів, які рухаються в околицях однієї з двох точок Лагранжа L4 або L5 системи Сонце-планета. Ці астероїди знаходяться в резонансі з планетою 1:1 і розташовуються приблизно в 60 ° попереду (L4) або позаду (L5) планети. Перші такі астероїди отримали назви (588) Ахіллес і (617) Патрокл. Згодом склалася традиція називати астероїди в лагранжевих точках на честь героїв Троянської війни, і такі астероїди отримали назву «троянських». Найбільше троянських астероїдів виявлено у Юпітера, що обумовлено розмірами планети і її близькістю до поясу астероїдів, одного з найбільших джерел малих тіл Сонячної системи. Другим за чисельністю троянських астероїдів є Нептун, у якого відкрито всього вісім таких тіл, ще чотири знайдено у Марса, і зовсім недавно перший (і поки єдиний) троянський астероїд був виявлений у Землі.
Таким чином, за планетарною ознакою виділяються:
- троянські астероїди Землі;
- троянські астероїди Марса;
- троянські астероїди Юпітера;
  - «троянці»; 
  - «греки»;
- троянські астероїди Нептуна.

## Кентаври
Кентаври —  це клас малих тіл, орбіти яких розташовуються між орбітами Юпітера і Нептуна — від 5,5 до 30,1 а.о.). Першим відкритим кентавром є (944) Гідальго (1920), хоча власне клас був виділений лише в 1977 році, з відкриттям (2060) Хірона. Кентаври перебувають у динамічно нестабільній зоні, оскільки в процесі свого руху по орбіті періодично потрапляють під вплив потужної гравітації планет-гігантів. Моделюванням встановлено, що термін перебування малих тіл на орбітах кентаврів в середньому становить кілька мільйонів років.
Склад цих тіл розглядається як суміш льоду, замерзлих газів і пилу. На листопад 2012 року виявлено кілька сотень таких тіл, а загальна кількість кентаврів, розміром більше 1 км, оцінюється в кілька десятків тисяч.

## Дамоклоїди
Дамоклоїди — нечисленна група астероїдів, що рухаються по кометоподібних траєкторіях. Ці тіла характеризуються високоексцентричними сильно нахиленими орбітами, схожими з орбітами комет, але не проявляють кометної активності. Вважається, що дамоклоіди є будь-який об'єкт з параметром Тіссерана <2. Дамоклоїди на цей момент не виділяють як частину офіційної класифікації малих планет. Станом на лютий 2011 року налічувався 41 представник даної групи. Найбільш відомим представником даного класу є астероїд (5335) Дамокл.

## Транснептунові об'єкти
Транснептунові об'єкти — це великий клас малих планет, який включає в себе велику кількість великих крижаних астероїдів, що знаходяться за орбітою Нептуна, в тому числі більшість карликових планет (Плутон, Ерида).
- Пояс Койпера
  - Класичні об'єкти
  - Резонансні об'єкти
    - Плутіно (2:3)
    - Резонанс (3:5)
    - Резонанс (4:7)
    - Тутіно (1:2)
    - Резонанс (2:5)
    - Інші резонанси
- Розсіяні об'єкти
  - Відокремлені об'єкти